# 11. Nemzetközi Fizikai Diákolimpia
A 11. Nemzetközi Fizikai Diákolimpiát (1979) a Szovjetunióban, Moszkvában rendezték 1979. július 2-10-én. Tíz ország ötven versenyzője vett részt.
A magyar csapat egy I. díjat (aranyérmet) és egy III. díjat (bronzérmet) szerzett, ezzel 7. lett az országok közötti pontversenyben.
(Az elérhető maximális pontszám: 5×50=250 pont volt)

## Országok eredményei pont szerint
|     | Ország        | Pont | Arany | Ezüst | Bronz |
| --- | ------------- | ---- | ----- | ----- | ----- |
| 1.  | Szovjetunió   | 192  | 4     | 0     | 1     |
| 2.  | Bulgária      | 154  | 1     | 1     | 2     |
| 3.  | Lengyelország | 151  | 1     | 0     | 3     |
| 4.  | Csehszlovákia | 148  | 1     | 0     | 3     |
| 5.  | Románia       | 143  | 1     | 0     | 3     |
| 6.  | NSZK          | 136  | 0     | 1     | 2     |
| 7.  | Magyarország  | 127  | 1     | 0     | 1     |
| 8.  | NDK           | 125  | 1     | 0     | 1     |
| 9.  | Svédország    | 106  | 0     | 0     | 0     |
| 10. | Finnország    | 85   | 0     | 0     | 0     |

## A magyar csapat
A magyar csapat tagjai voltak:
| Név              | Iskola                     | Város            | Pontszám | Díj   |
| ---------------- | -------------------------- | ---------------- | -------- | ----- |
| Kaufmann Zoltán  | Sztáron Sándor Gimnázium   | Vác              | 41       | Arany |
| Bene Gyula       | Földes Ferenc Gimnázium    | Miskolc          | 29       | Bronz |
| Csordás András   | Dobó Katalin Gimnázium     | Esztergom        | 23       |       |
| Szalontai Zoltán | Bercsényi Miklós Gimnázium | Törökszentmiklós | 22       |       |
| Kulcsár Gábor    | Bercsényi Miklós Gimnázium | Törökszentmiklós | 12       |       |

A csapat vezetői Tichy Géza és Takács László voltak.